# قائمة التونسيين الحاصلين على ميداليات أولمبية
قائمة التونسيين الحاصلين على ميداليات أولمبية تحتوي على الرياضيين التونسيين الثمانية الذين تحصلوا على ميداليات أولمبية ذهبية وفضية وبرونزية منذ أول مشاركة لتونس في الألعاب الأولمبية الصيفية 1960.
| الدورة | المكان                    | الرياضي        | الرياضة     | الفئة               |
| ------ | ------------------------- | -------------- | ----------- | ------------------- |
| 1964   | طوكيو، اليابان            | محمد القمودي   | ألعاب القوى | 000 10 متر          |
| 1964   | طوكيو، اليابان            | حبيب قلحية     | ألعاب القوى | سوبر خفيف الوزن     |
|        |                           |                |             |                     |
| 1968   | طوكيو، اليابان            | محمد القمودي   | ألعاب القوى | 000 5 متر           |
| 1968   | طوكيو، اليابان            | محمد القمودي   | ألعاب القوى | 000 10 متر          |
|        |                           |                |             |                     |
| 1972   | مدينة مكسيكو، المكسيك     | محمد القمودي   | ألعاب القوى | 000 5 متر           |
|        |                           |                |             |                     |
| 1996   | أتلانتا، الولايات المتحدة | فتحي الميساوي  | ألعاب القوى | سوبر خفيف الوزن     |
|        |                           |                |             |                     |
| 2008   | بكين، الصين               | أسامة الملولي  | ألعاب القوى | 500 1 متر سباحة حرة |
|        |                           |                |             |                     |
| 2012   | لندن، المملكة المتحدة     | أسامة الملولي  | ألعاب القوى | 500 1 متر سباحة حرة |
| 2012   | لندن، المملكة المتحدة     | أسامة الملولي  | ألعاب القوى | 10 كم مياه مفتوحة   |
| 2012   | لندن، المملكة المتحدة     | حبيبة الغريبي  | ألعاب القوى | 000 3 متر حواجز     |
|        |                           |                |             |                     |
| 2016   | ريو دي جانيرو، البرازيل   | إيناس بوبكري   | المبارزة    | سيف الشيش           |
| 2016   | ريو دي جانيرو، البرازيل   | مروى العمري    | المصارعة    | 58 كغ مصارعة حرة    |
| 2016   | ريو دي جانيرو، البرازيل   | أسامة الوسلاتي | التايكوندو  | 80 كغ               |

## مقالات ذات صلة
- تونس في الألعاب الأولمبية
- قائمة حاملي علم تونس في الألعاب الأولمبية
- اللجنة الوطنية الأولمبية التونسية